# عبور از دریای سرخ

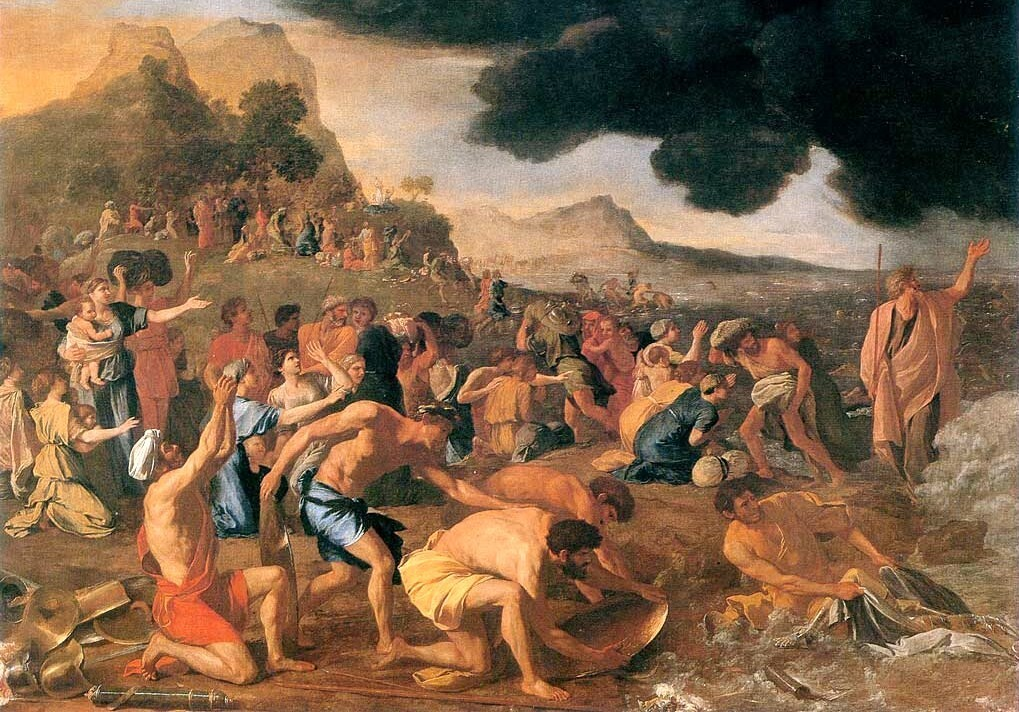
نقاشی عبور از دریای سرخ (پوسن) اثر نیکولا پوسن

عبور از دریای سرخ (عبری: קריעת ים סוף‎، آوانگاری: Kriat Yam Suph، ت. «شکافتن دریای نی») قسمتی را در روایت کتاب مقدس خروج بنی‌اسرائیل از مصر تشکیل می‌دهد. این داستان از فرار بنی‌اسرائیل به رهبری موسی از مصریان تعقیب‌کننده در مصر باستان است. همان‌طور که در کتاب سفر خروج نقل شده‌است، موسی  عصای خود را دراز می‌کند و به خواست خداوند دریادریای نی شکافته می‌شود و آب‌ها به دو طرف کنار می‌روند. سپس بنی‌اسرائیل روی زمین خشک راه می‌روند و از دریا می‌گذرند و پس از آن وقتی که ارتش مصر برای تعقیب بنی اسرائیل، به دنبال آنها وارد خشکی ایجاد شده می‌شوند و در حالی که بنی اسرائیل به سلامت عبور کرده‌اند، به خواست خداوند آب‌ها به حالت قبل بازمی‌گردند و تعقیب‌کنندگان مصری غرق می‌شوند.